# Stuyvesant Square
Stuyvesant Square est un parc et une place de Manhattan à New York situé entre la 15e et la 17e rue. La Deuxième Avenue divise la place en deux parties.

## Historique
En 1836, l'arrière-arrière petit fils de Pieter Stuyvesant, Peter Gerard Stuyvesant (1778–1847), réserve un terrain pour en faire un parc, qui s'appelait initialement « Holland Square ». Il en fait don à la municipalité à la condition qu'elle l'aménage. En 1850 deux fontaines ont été mises en place. Une statue du gouverneur Stuyvesant orne la place, œuvre de Gertrude Vanderbilt Whitney en 1936.
Le secteur aux alentours a été désigné « Stuyvesant Square Historic District » en 1975.

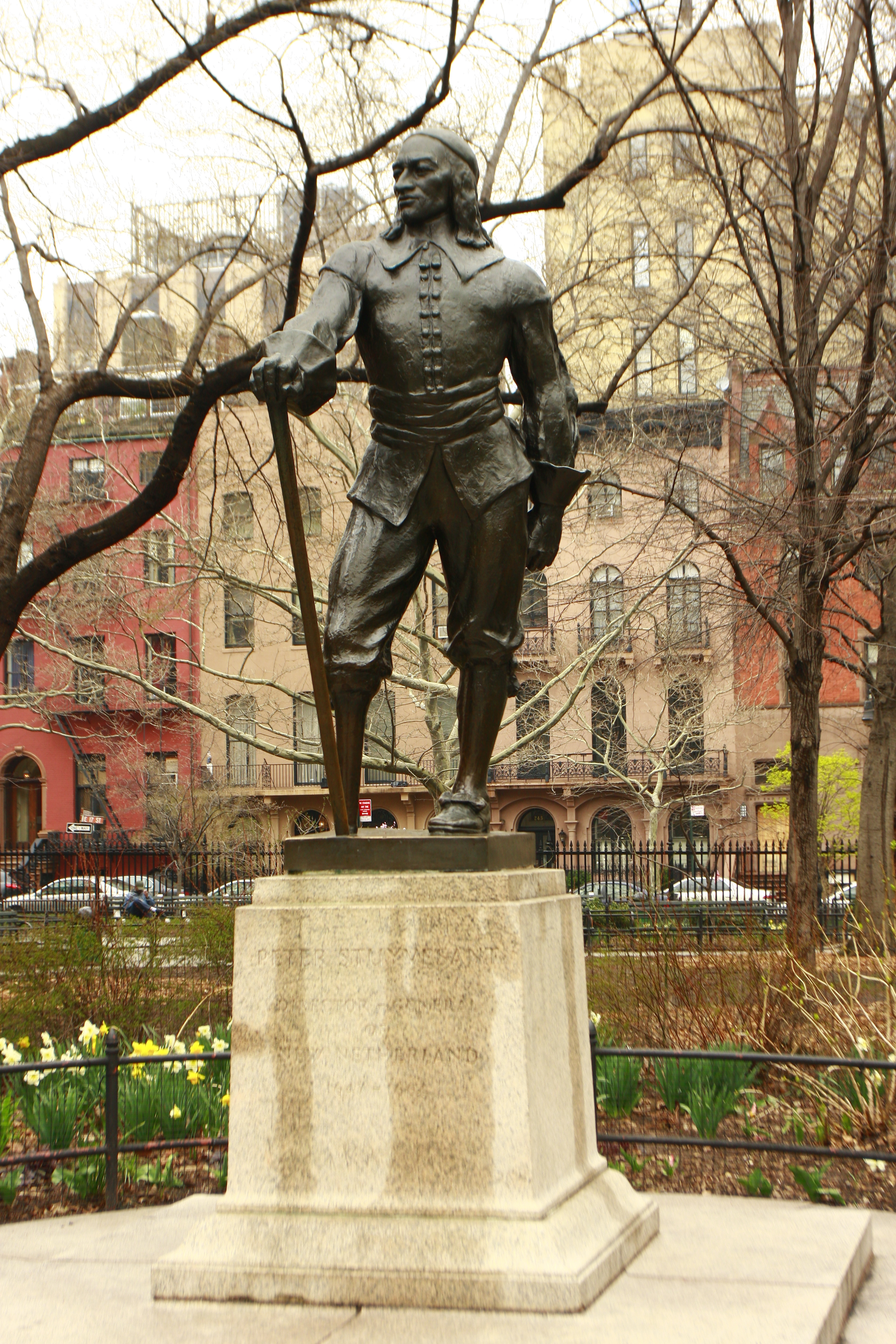
Statue de Pieter Stuyvesant